# زندگی خصوصی او (فیلم ۱۹۲۸)
زندگی خصوصی او (انگلیسی: His Private Life) یک فیلم صامت آمریکایی در سبک کمدی به کارگردانی فرانک ترتل است که در سال ۱۹۲۸ منتشر شد.